# Вайд-Руїнс (Аризона)
Вайд-Руїнс (англ. Wide Ruins) — переписна місцевість (CDP) в США, в окрузі Апачі штату Аризона. Населення — 20 осіб (2020).

## Географія
Вайд-Руїнс розташований за координатами 35°25′3″ пн. ш. 109°29′58″ зх. д. / 35.41750° пн. ш. 109.49944° зх. д. (35.417387, -109.499551).  За даними Бюро перепису населення США в 2010 році переписна місцевість мала площу 1,01 км², уся площа — суходіл.

## Демографія
Згідно з переписом 2010 року, у переписній місцевості мешкало 176 осіб у 18 домогосподарствах у складі 12 родин. Густота населення становила 174 особи/км².  Було 24 помешкання (24/км²).
Расовий склад населення:
| - 96,0 % — корінних американців - 3,4 % — білих - 0,6 % — вихідців з тихоокеанських островів |

До двох чи більше рас належало 0,0 %. Частка іспаномовних становила 0,6 % від усіх жителів.
За віковим діапазоном населення розподілялося таким чином: 80,7 % — особи молодші 18 років, 14,8 % — особи у віці 18—64 років, 4,5 % — особи у віці 65 років та старші. Медіана віку мешканця становила 10,3 року. На 100 осіб жіночої статі у переписній місцевості припадало 97,8 чоловіків;  на 100 жінок у віці від 18 років та старших — 70,0 чоловіків також старших 18 років.
Цивільне працевлаштоване населення становило 50 осіб. Основні галузі зайнятості: сільське господарство, лісництво, риболовля — 82,0 %, мистецтво, розваги та відпочинок — 18,0 %.